# Horns Rev 2
Horns Rev 2 er en havvindmøllepark beliggende på Horns Rev, som blev bygget i perioden fra maj 2008 til november 2009. 
Den var verdens største havvindmøllepark, indtil Thanet Vindmøllepark udfor Englands sydøstkyst blev indviet 23. september 2010.
Horns Rev 2 dækker over et område på 35 km², og på dette areal ligger 91 vindmøller, samt en transformatorplatform med en beboelsesplatform til 28 ansatte.
Turbinerne på de 91 vindmøller er produceret af Siemens Wind Power og er af typen SWT 2.3-93. Hver mølle har en kapacitet på 2.3 MW, og anlæggets samlede kapacitet går op til 209 MW, hvilket kan dække cirka 200.000 danske husstandes årlige elforbrug. Navhøjden er 68 meter over havets overflade, og med en rotordiameter på 93 meter er den totale højde af vindmøllen 114,5 meter over havets overflade. Dertil kommer de 30-40 meter i vand og undergrund. Møllerne sender elektricitet ved 30kV, som transformatoren omdanner til 150kV til land. Der er omtrent 1 besøg om året pr. mølle. Krøjemotorerne blev renoveret i 2023.
Horns Rev 2 ligger på en vanddybde mellem 9 og 17 meter, og den gennemsnitlige vindhastighed er lige under 10 m/s. Gennemsnitlig bølgehøjde er 1,5 meter.